# Love Song (m-floの曲)
『Love Song』（ラヴ・ソング）は日本の音楽グループであるm-floの21stシングル（m-flo loves BONNIE PINK 名義）。2006年11月8日発売。

## 解説
- シングルでは、m-floのLovesシリーズの最終作となった。
- 歌詞には、往年のラブソングのタイトルが鏤められている。
- 初めは、ドラムンベースのトラックで1曲を制作したが、もう少し暖かいムードの方が良いということになり、ゼロから作り直した[1]。
- c/wは日本のロックバンドDOPING PANDAとLovesした「she loves the CREAM[2]」。オムニバスシングル『Amazing Nuts!』(2006年) 収録曲。
- 初回限定CD-EXTRA仕様でライブ映像 "「Summer Time Love」Live @ 2006.07.14 Tachytelic Night" を収録。

## 収録曲
1. Love Song / m-flo loves BONNIE PINK
  - Written by m-flo & BONNIE PINK
2. she loves the CREAM / m-flo loves DOPING PANDA
  - Written by m-flo & Yutaka Furukawa (DOPING PANDA)
3. Lotta Love -yasutaka nakata capsule mix- / m-flo loves MINMI
  - Written by m-flo & MINMI
4. Love Song -instrumental-
5. she loves the CREAM -instrumental-

## 関連する楽曲
- Love Song / m-flo♥BONNIE PINK (UC a.k.a DJ UPPERCUT REMIX)
  - BONNIE PINK：シングル『Anything For You』（2007年3月28日）収録。
- she dubs the CREAM from DOPING PANDA "dubs" m-flo
  - DOPING PANDA：シングル『Can't Stop Me』（2007年1月24日）収録。